# (127546) 2002 XU93
(127546) 2002 XU93, também escrito como (127546) 2002 XU93, é um corpo menor do sistema solar que é classificado como um centauro, numa classificação estendida de centauros. Ele possui uma magnitude absoluta de 8,0 e tem um diâmetro estimado com cerca de 167 km,

## Descoberta
(127546) 2002 XU93 foi descoberto no dia 4 de dezembro de 2002 pelo astrônomo Marc W. Buie.

## Órbita
A órbita de (127546) 2002 XU93 tem uma excentricidade de 0,690 e possui um semieixo maior de 67,734 UA. O seu periélio leva o mesmo a uma distância de 21,006 UA em relação ao Sol e seu afélio a 114 UA.